# Jerry Matana
Jerry Matana, född 14 juli 1998, är en fijiansk rugbyspelare. Han ingick i det fijianska lag som tog silver i sjumannarugby vid OS 2024 i Paris.